# Thomas B. Cuming
Thomas Barney Cuming, né le 25 décembre 1827 et mort le 12 mars 1858, est un homme politique démocrate américain. Il est gouverneur du territoire du Nebraska par intérim entre 1854 et 1855 puis entre 1857 et 1858.

## Biographie

### Jeunesse
Cuming naît dans le comté de Genesee, dans l'État de New York, le 25 décembre 1827. Fils d'un ministre épiscopalien, il perd sa mère alors qu'il est encore un jeune enfant. Après son décès, il est élevé par son oncle, un presbytérien vivant à Rochester. Cuming est admis à l'Université du Michigan à un âge précoce et obtient son diplôme à l'âge de seize ans. Après son obtention, il travaille en tant que géologue lors d'une expédition scientifique explorant la région du lac Supérieur à la recherche de minéraux.
En novembre 1847, pendant la guerre américano-mexicaine, Cuming s'engage comme sergent dans le 1er régiment d'infanterie du Michigan. Ses fonctions l'éloignent des combats pendant toute la durée des hostilités. Après la guerre, il devient opérateur télégraphiste à Keokuk, dans l'Iowa. Désireux de progresser, il commence à écrire des articles pour le Keokuk Dispatch. Ces articles rencontrent un accueil très favorable, et Cuming est nommé rédacteur en chef du journal. Pendant son séjour à Keokuk, il épouse Margaret C. Murphy.

### Carrière politique
À l'âge de 25 ans, Cuming est nommé secrétaire du territoire nouvellement formé du Nebraska et arrive pour assumer ses fonctions le 8 octobre 1854. Dix jours plus tard, à la suite du décès soudain du gouverneur Francis Burt, Cuming devient gouverneur par intérim.
Parmi ses premières actions en tant que gouverneur par intérim, Cuming ordonne un recensement du territoire et prépare la première session législative. Bien que le gouverneur Burt ait envisagé d'établir la capitale à Bellevue, Cuming choisit de la localiser à Omaha. Ce choix d'un emplacement au nord de la rivière Platte, bien qu'avantageux pour les alliés politiques de Cuming à Council Bluffs, dans l'Iowa, suscite la colère de nombreux habitants du territoire, dont 1 818 vivaient au sud du fleuve. Le gouverneur par intérim complique davantage la situation en attribuant la majorité des sièges législatifs aux comtés situés au nord du fleuve. En conséquence, lorsque la législature se réunit le 16 janvier 1855, elle consacre une grande partie de son énergie à examiner le rôle de Cuming dans la désignation d'Omaha comme capitale territoriale.
Cuming est accusé d'avoir eu recours à la fraude et la corruption pour désigner Omaha comme capitale. Le Nebraska Palladium rapporte en 1855 : « Des hommes ont été achetés – quatre mille dollars ont été offerts à John M. Singleton, du comté de Richardson, s'il votait pour que la capitale soit située à Omaha ; et cela lui a été proposé par le secrétaire particulier du gouverneur par intérim Cuming. »
Avec l'arrivée du gouverneur Mark W. Izard, Cuming reprend ses fonctions de secrétaire territorial. Cependant, la division politique entre le nord et le sud perdure, avec une tentative de courte durée de faire annexer le sud du Nebraska au Kansas. Après la démission du gouverneur Izard, Cuming redevient gouverneur par intérim jusqu'à l'arrivée du gouverneur William Richardson.
Cuming meurt le 12 mars 1858, à l'âge de 30 ans. Le comté de Cuming, dans le Nebraska, ainsi que Cuming Street, une rue principale d'Omaha, portent son nom.

## Sources
- (en) Cet article est partiellement ou en totalité issu de l’article de Wikipédia en anglais intitulé « Thomas B. Cuming » (voir la liste des auteurs).